# Mariano Rosati (filosofo)
Mariano Rosati (Lenola, 1894 – Castellammare di Stabia, 1973) è stato un filosofo e poeta italiano.

## Biografia

### I primi studi e la laurea in Lettere
Mariano Rosati, filosofo e poeta italiano (1894-1973), nacque a Lenola: piccolo borgo del basso Lazio medaglia d'oro al valor civile – allora in provincia di Caserta oggi in provincia di Latina – da una famiglia le cui origini documentabili risalgono al 1533. Studiò con lo zio don Ferdinando Rosati e con don Nazareno Terella, colti ecclesiastici del suo paese. Nel 1910, a 16 anni, sostenne gli esami di licenza liceale presso il liceo di Sessa Aurunca, riportando nelle diverse discipline, da candidato privatista, punteggi dall'otto al dieci. Il 22 aprile 1915 si laureò a pieni voti in Lettere presso l'Università di Roma dopo aver frequentato i corsi tenuti da professori tedeschi e russi, tra i quali Vladimir Zabughin, di cui divenne frequentatore e amico: sarà citato nel Vergilio nel Rinascimento italiano da Dante a Torquato Tasso.

### Precursore dell'Esistenzialismo
Subito dopo, insieme all'insegnamento nelle scuole del Regno, inizia la sua attività filosofica; che raggiungerà il vertice, a 25 anni, con la pubblicazione del Libro della Conoscenza (Roma, 1919). Passato quasi sotto silenzio nella gazzarra dell'imperversante Neohegelismo di Gentile e Croce, rappresentò nella cultura europea del primo dopoguerra la consapevole anticipazione di alcuni temi fondamentali ripresi e svolti, tempo dopo, dal pensiero esistenzialistico (Heidegger, padre ufficiale dell'Esistenzialismo, pubblicherà il suo Essere e tempo otto anni più tardi). Ristampato a Torino nel 1957 insieme al Quadro storico della Filosofia da Kant a noi (Roma, 1923) col titolo di Assoluta Ricerca, l'opera concorre in misura rilevante a precisare il posto che al Rosati spetta nella filosofia contemporanea. Un approfondito esame del suo pensiero dovrebbe collocarlo – quanto meno – tra i precursori dell'Esistenzialismo: proprio nel momento in cui il Neoidealismo, facile trionfatore delle ultime labili resistenze tardo positivistiche, attraverso la sua egemonia culturale si apprestava a isolare l'Italia dai circuiti più originali e fecondi del pensiero europeo.
I passi conclusivi delle due opere appaiono illuminanti: dopo aver negato all'intelletto umano ogni possibilità di pervenire al sapere assoluto – e perciò all'essere – sia attraverso il giudizio inteso come puro stato di coscienza, sia attraverso la scienza, sia attraverso la conoscenza storica, con una serie di argomentazioni in cui lo sconvolgente orrore per la scoperta si fonde con la lucidità del rigore teoretico in una prosa tumultuosa, spezzata, traboccante di incisi, e pur catafratta nel profondo, nel Quadro storico conclude che la sintesi a priori kantiana si rivela non già come autocoscienza, ma come l'autentico noumeno, come l'inconoscibilità stessa dell'essere, come intrinseca, insanabile contraddizione. Perché, se la sintesi è verità, per affermarsi come tale deve farsi oggetto a se stessa; ma poiché essa, per sé, non è oggetto ma soggetto, anzi la soggettività stessa, non può affermarsi come verità senza al contempo negarsi. Sicché alla fine resta solo il dubbio, e l'angoscia dilaniante che dal dubbio nasce e col quale si identifica.
Così, se da un punto di vista diacronico «il pensiero del Rosati non è – lo afferma Sergio Sarti in una recensione sulla rivista “Humanitas” – la riduzione alle ultime conseguenze della sola filosofia kantiana, ma di tutta la posizione della filosofia moderna», è pur vero che, a livello sincronico esso si pone, nel suo punto fondamentale di angoscia per la dissoluzione di ogni possibilità conoscitiva e ontologica in cui lo stesso soggetto pensante si identifica, come l'immediato antecedente teoretico – e antecedente sul piano cronologico della formulazione – di quella concezione esistenzialistica che l'Heidegger, con atto forse arbitrario proprio perché privo del presupposto teoretico, trasferì direttamente nella pratica.
Che il Rosati fosse consapevole della assoluta novità del suo punto di vista, e delle difficoltà semantiche nell'esprimerlo, è dimostrato da alcune frasi della relazione con cui presentava un anno dopo la pubblicazione, nel 1920, il suo Libro della Conoscenza a un concorso universitario che la consorteria accademica prona all'hegelismo imperante non gli permise di vincere. A proposito dei difetti dell'opera, «[…] tutto ciò non deve intendersi per nulla come difesa di quello che il libro possa presentare di eccessivamente oscuro, e di più accennato che svolto; se non che solo si vuole con ciò fare ancora presente la causa invincibile di tali difetti: […] quasi fatali nel primo tentativo di presentare una verità nella potentissima prima vita che essa ha nell'anima». E, con consapevolezza retrospettiva ancora maggiore: «Doveva, questa forma, per forza essere implicita, perché questo libro era per necessità oltre ogni formulazione, perché era la non formulazione».  Ma ciò, oggi, non può far velo a una retta comprensione dell'originalità e del valore della sua posizione filosofica se pensiamo che – singolare coincidenza, o, più che coincidenza, affinità di punti di vista, e perciò analoghe difficoltà semantiche nel trattare il problema – Heidegger, come spiegherà anni dopo, lasciò incompiuto Essere e tempo per il «venir meno» del linguaggio. Cioè per l'impossibilità di proseguire la ricerca disponendo dell'apparato concettuale e terminologico tradizionale.
Evidente, quindi, la consonanza delle posizioni del Rosati con alcuni dei temi che, di lì a qualche tempo, andranno a costituire il nucleo della filosofia esistenzialista, pur se è opportuno rilevare che, mentre Heidegger giunge alla maturità filosofica attraverso Nietzsche, Dilthey e, soprattutto, la temperie fenomenologico-husserliana, il suo iter filosofico passa attraverso Kant e Schopenhauer, al quale ultimo si riconducono esplicitamente alcuni aspetti del suo pensiero. Di questo avviso è, nel complesso, Sergio Sarti. E, se in un primo tempo egli accosta il pensiero del Rosati a quello – posteriore – di Ugo Spirito, più tardi preferirà sottolineare che «in alcuni di questi nullisti si sente vibrare un desiderio profondo di superare la loro stessa posizione, quasi un anelito di inespressa religiosità: in questi casi, il nichilismo si avvicina stranamente a quello che sembrerebbe il suo opposto, il trascendentismo. (La situazione si verifica per es. in Unamuno, Heidegger, e in un pensatore italiano pressoché sconosciuto al gran pubblico, Mariano Rosati)».  Ciò a riprova del fatto che la cultura italiana del primo Novecento, pur se in via di progressivo isolamento dalle correnti più vive del pensiero contemporaneo, nelle opere dei pochi suoi esponenti più consapevoli, e ben oltre il facile ottimismo neoidealistico, vive – per certi aspetti anticipandola – quella medesima dimensione della crisi che travagliava la coscienza europea.

### Neoclassicismo e fascismo. La “Rivista Romantica” e la polemica con Croce
Durante gli anni Venti, nel periodo in cui insegnò a Perugia, conobbe Arturo Checchi, grande pittore toscano di ispirazione intimista al quale restò legato da amicizia duratura (di lui si ricorda il pregevole ritratto a olio in bombetta e occhiali) e Gerardo Dettori, famoso pittore futurista (splendido il piccolo schizzo a penna che lo ritrae pensoso); fu per qualche tempo in corrispondenza con Marinetti, ma interruppe i rapporti non appena divenne esplicita la svolta filofascista del fondatore del Futurismo.
Proprio in questa fase giunge a compimento l'evoluzione anticrociana e antifascista del suo pensiero.
Assodato ormai che la filosofia italiana della prima metà del Novecento combatté quasi sempre battaglie culturali di retroguardia, e che lo stesso Neoidealismo, la sua espressione più autorevole e dominante almeno sino a tutti gli anni Cinquanta del secolo scorso, fu un tentativo in fondo scarsamente originale di recuperare alcuni temi del pensiero hegeliano, sorprende invece che ancora, e tenacemente, resista il giudizio – o meglio, il pregiudizio – secondo cui Croce,  col Gentile uno dei dioscuri del Neohegelismo, dopo un atteggiamento di iniziale simpatia per il fascismo, ne sia divenuto in seguito uno tra i più fermi oppositori. Tanto più strano se pensiamo che quasi un secolo fa proprio il Rosati aveva intuito di là dalle mistificazioni terminologiche, e denunziato, il carattere liberticida della filosofia crociana.
Il suo impegno politico si svolse a partire da quei fatali anni Venti che videro il crollo del regime liberale e l'affermarsi della dittatura, e si intreccia con la sua attività speculativa. «Negli anni 1925-26 fondai e diressi a Perugia la “Rivista Romantica di Filosofia Letteratura e Arte”, che fu una rivista di opposizione in filosofia all'idealismo tedesco e italiano, in politica al fascismo, e in letteratura al neoclassicismo che già nel fascismo affiorava come retorica di tutto ciò che derivasse dalla romanità». Ma la muta dei corifei e caudatari del regime (il Soffici dal “Popolo d'Italia”, il Bellonci dal “Giornale d'Italia”, il Frateile dalla “Tribuna”, e via elencando) attaccarono furiosamente in nome della romanità e del classicismo, sostenendo che il Romanticismo, anche quello del Risorgimento, era stato, ed era, un movimento di origine straniera, e quindi estraneo alla coscienza nazionale, che doveva fondarsi non sulla romanticità, ma sulla romanità. Sicché – in un incalzare di avvertimenti “amichevoli” al direttore,  di ritardi nella concessione di autorizzazioni, di rifiuto di permessi culminati in minacce allo stampatore di Città di Castello e nella conseguente denunzia del contratto di stampa – la rivista fu tacitamente soppressa al suo decimo numero. Così, «fui rigorosamente ridotto al silenzio perché […] avevo pronunziato quella famosa e scoperta parola “Romanticismo” che, oltre ciò che significa in Filosofia, Letteratura e Arte, Lei sa che ha un significato preciso anche in Politica, e cioè quello di “Libertà”».
Tenuto sotto controllo come elemento sovversivo, negli anni tra il 1935 e il 1936 riuscì tuttavia a pubblicare sul supplemento letterario del “Roma”, quotidiano di Napoli, una serie di articoli che, nelle forme della critica letteraria ed estetica, cercavano di riprendere l'antica lotta.
In una situazione sia filosofica sia politica ormai definitivamente compromessa, il tentativo non sortì esiti apprezzabili. Ma l'eco delle battaglie sostenute sulla “Rivista Romantica” – con la denunzia delle complicità degli intellettuali italiani nel promuovere l'imporsi della dittatura, e il conseguente monito agli uomini di cultura perché non dimentichino che i principi teorici, siano essi veri o falsi, tendono a trasformarsi e, sol che ne esistano le condizioni storiche, si trasformano con uguale legittimità in principi di azione (donde il dovere dell'intellettuale, e più forte quanto più egli è autorevole, di pesar bene le sue parole) – segnano le pietre miliari di un percorso che, muovendo da presupposti diversi, lo porrà in un singolare rapporto di complementarità con uno dei più alti intelletti della sua epoca: nello stesso periodo in cui Gramsci, confrontando gli strumenti interpretativi offerti dal Marxismo con la realtà italiana degli anni Venti, scopriva il ruolo delle sovrastrutture ideologiche nella formazione della coscienza rivoluzionaria e le promuoveva alla dignità di elementi strutturali, il Rosati, ponendo l'accento sul verso della medaglia, sottolineava le responsabilità del Neoclassicismo e del Neoidealismo, le punte più avanzate del panorama culturale del primo Novecento italiano, nel promuovere e giustificare certe scelte pratiche e politiche.
Tutto ciò appare oggi più chiaro in seguito al fiorire di studi sull'influenza che le correnti letterarie e filosofiche dei primi decenni del secolo scorso ebbero nel creare il clima spirituale che preparò il sorgere e l'affermarsi del fascismo: sicché, senza sottovalutare le contraddizioni di un paese che vide il capitalismo in crisi accogliere l'esito autoritario come l'unico in grado di frenare le rivendicazioni sociali, l'Italia degli anni Venti, con l'inizio dello sviluppo dei mezzi di comunicazione di massa, è uno dei laboratori in cui si sperimenta come le spinte strutturali incidano sulle sovrastrutture politiche attraverso la mediazione decisiva dell'ideologia.

### Idealismo e Fascismo: la “Trilogia”
In questo quadro assumono compiuto significato storico, e valore ermeneutico fondamentale, le dure osservazioni del Rosati sul Gentile e sul Croce, gli esponenti della «seconda tempesta teologica, dopo quella medievale, in cui al dio medievale fu sostituito uno spirito motore degli eventi e animatore degli eroi storici, cioè delle più malvagie figure della storia; della storia delle tirannidi, che è la falsa storia, contro la storia dei mutamenti o delle rivoluzioni, che è quella vera».
La polemica contro la teoria responsabile dell'assassinio della libertà, cioè contro la teoria hegeliana della storia ripresa dal Croce e bandita sulle pagine della “Critica”, risale agli anni della “Rivista Romantica”: «Con siffatta opera sciagurata, non solo di racimolamento storiografico – la storia vera è altra – ma altresì di comprensione o giustificazione di tutte le piccinerie e stoltezze possibili – perché in questa storia tutto, secondo il noto concetto di borghesismo hegeliano, è storia sacra – noi non abbiamo né avremo mai nulla di comune»; e acquista nuovo vigore e consapevolezza alla luce degli avvenimenti nazionali e internazionali del ventennio successivo: «Certo io non ho nulla contro questa guerra. Noi dovevamo pure liberarci una volta dall'orrenda tirannide che da più di vent'anni ci opprimeva […], dovevamo pure separarci da una prassi di assassinio, di forza usata come diritto, e ancora peggio da un comando di vita come di una caserma, cioè in una parola dalla prassi germanica che è giustamente l'odio non di un solo individuo e di una sola nazione, ma di tutto il mondo».
E se taluni settori della critica continuano a parlare solo di una incerta, e in parte inconsapevole, complicità del Croce agli inizi del fascismo, e della sua ferma opposizione posteriore, in tre altri scritti  (appropriato considerarli una trilogia per il filo conduttore che li lega in senso anticrociano e antifascista) il Rosati indica nella filosofia del Croce non l'incerta, ma la certa e diretta preparazione della dittatura; perché – lo documenta in Linee per una storia del secolo XIX e della prima metà del XX (Come cadde il regime liberale e sorse il fascismo), del 1958 – attraverso l'opera del Croce «trionfò la concezione tedesca, o meglio prussiana, della storia, avversa alla concezione illuministica del diritto e della libertà»; cioè «la concezione prussiana dell'azione sempre giusta, di istanza suprema, qualunque essa fosse, e del fatto sempre giustificato, perché esso solo realmente accaduto: la teoria tanto più tremenda, in quanto non solo si mascherava sotto il nome di realismo politico (la realpolitik del Bismarck), ma, cosa ben più grave, si mascherava sotto lo stesso nome della teoria contro cui si poneva, cioè sotto il nome di libertà, intesa questa naturalmente non secondo il suo genuino senso come libertà politica, ma secondo il falso senso di libertà di arbitrio o di indifferenza, perché essa sola operante nel campo della storia, nella sua sostanza unica e assoluta di assoluta libertà». Sicché «era stata dunque una stolta facezia l'aver detto – come fece il Croce – che la libertà ha qualcosa di meglio per sé che il futuro perché ha l'eterno, se effettivamente poi, in re, essa era stata trascinata per le vie e i postriboli della storia e della forza e dei soprusi e delle ingiustizie e dei delitti».
E nella sua opposizione posteriore egli vede l'azione futile ed errata – perché totalmente ignara di ciò che Machiavelli aveva teorizzato quattro secoli prima – di introduzione nella politica, con l'Aventino e i fatti che seguirono, di un concetto a essa estraneo, quello di etica, là dove era questione solo di diritto, cioè di libertà. «Così il Croce risultò aver compiuto due gloriose imprese (perché la derivazione, diretta o di terza mano, era dal Croce): prima, dando il concetto di forza al fascismo, che ne fece la sua sostanza ideale e seppe ben conformarvisi ed applicarlo; seconda, quando in un più tardo periodo della sua vita inventò accanto al concetto di forza, come coesistente nella storia, quello di moralità, e parlò di storia etico-politica; e come prima aveva dettato la storia come forza al fascismo, dettò la storia come etica all'Aventino».  E se pure si vuol concedere che il Croce «commise l'errore ma non ne ebbe coscienza, ciò vorrebbe sempre dire che egli come scienziato fu, per primo, uno stolto, e, secondo, non onesto, perché a un filosofo si deve chiedere anzitutto la sua onestà di filosofo; invece, anche quando egli condannò le conseguenze della sua teoria di forza, non le riconobbe mai là dove per lui, filosofo, sarebbe stato necessario riconoscerle e correggerle, cioè nella sua teoria medesima»: negando o rifacendo la dottrina stessa.
Ma già vent'anni prima, con Parole franche alla Filosofia (opera composta verso la fine degli anni Trenta, inedita per le avverse circostanze politiche e della quale in seguito alle vicende belliche andò smarrita, presso l'editore Guanda di Modena, l'unica copia manoscritta, sicché fu costretto a riscriverla, pubblicandola solo nel 1948 a Napoli) egli aveva liquidato – sia sul piano teoretico sia su quello pratico – l'Idealismo tedesco perché, «mutilando la storia a posteriori, vide il da farsi come già fatto e lo divinizzò […] anche laddove, come era avvenuto nel massimo dei casi, invece di libertà e di bene e di giustizia si erano realizzati il male e la tirannide»: la medesima dottrina «che rifiorì ancora da noi […] e diede alla malvagità occasionale del fatto come una malvagità alla seconda potenza, in quanto giustificazione del fatto».  Concetti ribaditi e ampliati in un altro di questi scritti, La Storia, del 1953,  in cui sosterrà – contro le tesi crociane – che «la storia accadimento è il grande dramma tra l'immensa forza naturale dell'arbitrio e la dura azione liberatrice del diritto», «e la storia racconto, fatta per spiegare e interpretare, non per giustificare, sarà, invertendo una nota e funesta massima, non giustificatrice ma giustiziera, e sempre giustiziera».

### Partigiano e sindaco della Liberazione. La laurea in Medicina
Lungi dal considerare l'attività speculativa come una torre eburnea entro la quale rinserrarsi, dopo l'8 settembre 1943 e il rovesciamento delle alleanze si impegnò direttamente nell'azione: organizzò operazioni clandestine di volantinaggio per incitare i lavoratori a sabotare lo sforzo bellico nazifascista e radunò un piccolo gruppo armato di patrioti per tentare azioni contro le truppe tedesche attestate sulla linea Gustav: l'asse difensivo che correva lungo la dorsale delle alture di Montecassino, i monti Ausoni e quelli Aurunci. Arturo Codignola dice di lui: «Rosati Mariano, poligrafo, n. a Lenola il 24-1-1894, da Paolo e da Lauretti Ersilia, laurea in lettere, partigiano, Lenola (Latina). Fondatore e direttore della “Rivista romantica di Filosofia, Letteratura e Arte” (1925-26); perseguitato politico. Ha scritto: Il libro della conoscenza (Roma, 1919); Le Canzoni di Pozzano (Napoli, 1934); Liriche (Modena, 1939)».
Nel 1944 fu il primo sindaco di Lenola dopo la Liberazione, su nomina del Comando Alleato che ne conosceva, e riconobbe, i trascorsi antifascisti. Nello stesso anno, e in quello successivo, prese parte ai primi fondamentali atti delle nuove istituzioni democratiche concorrendo alla ricostituzione del Partito liberale, ma se ne dimise dopo che l'antico avversario Croce – a suo avviso uno dei maggiori responsabili dell'affossamento della libertà durante il ventennio – ne fu eletto presidente.
Uomo di straordinaria versatilità e di vasti interessi culturali, riuscì, pur tra le difficoltà e i pericoli del periodo bellico, e le battaglie letterarie e politiche in cui non cessò di impegnarsi, a coltivare con successo studi di altro genere: nel 1949 si laureava in Medicina e Chirurgia presso l'Università di Napoli e nel 1965 partecipava al X Congresso Nazionale di Medicina Sociale con la relazione su “Tre opportuni criteri per una pratica terapeutica moderna”.

### Il culto della poesia

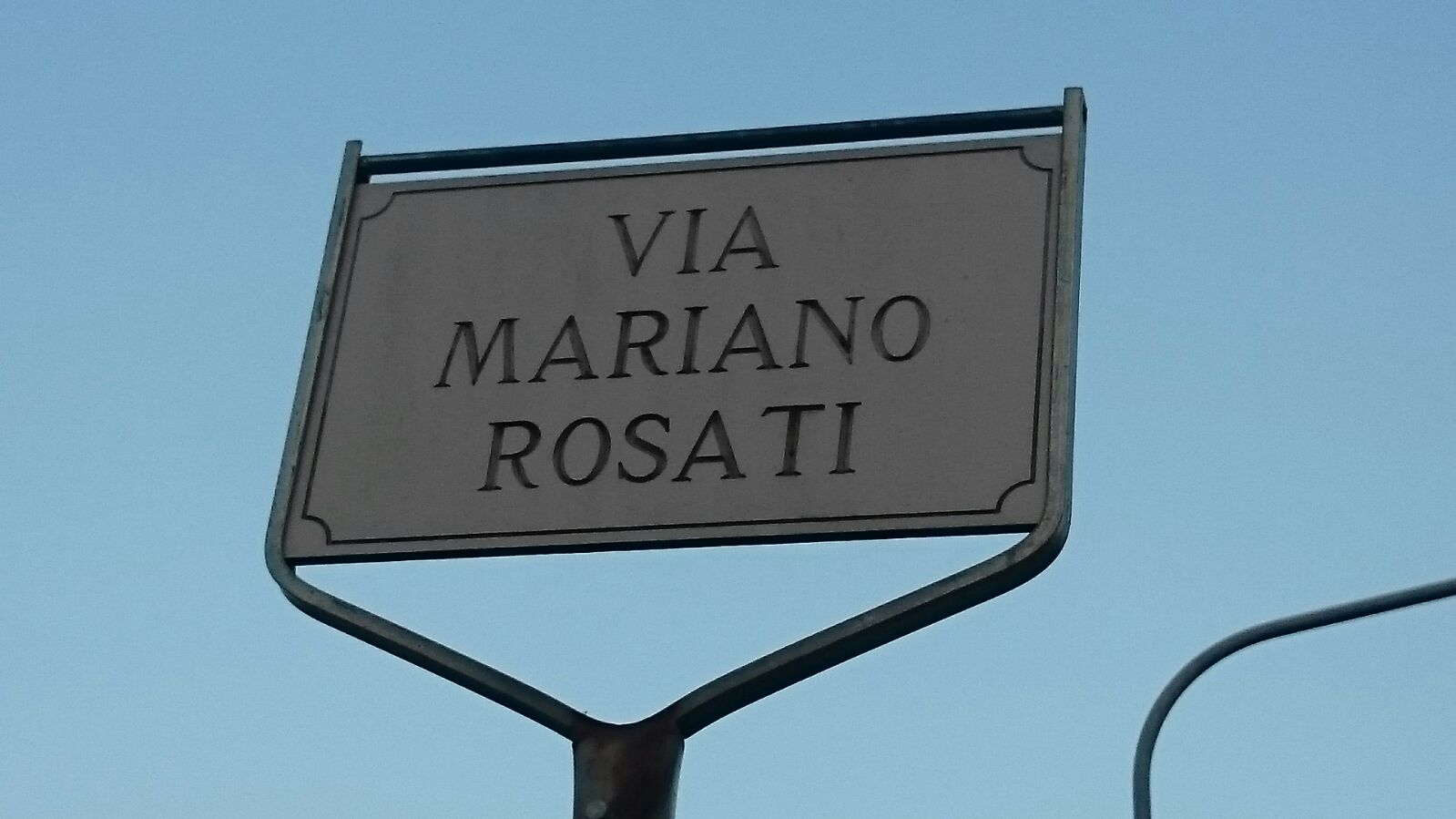
Via Mariano Rosati, Lenola

Non meno significativa la sua produzione poetica che, da Momenta lib. I del 1917 ai Canti lib. I (op. 35) del 1963, si svolge lungo l'arco di quasi cinquant'anni attraverso alcune tappe fondamentali rappresentate da Liriche op.19 (di carattere antifascista, inedite, «che potrebbero farmi fucilare tre volte» annota nella sua Autobiografia anch'essa inedita), Poesie in Prosa (1955), Inno (1956), Sette Canti (1960). Ricollegandosi alla grande tradizione del Simbolismo europeo, e in opposizione allo stento Ermetismo nostrano prono in taluni dei suoi massimi esponenti alla dittatura (valga per tutti la piaggeria filofascista di Ungaretti), tentò di infondere – attraverso due nuovi metri, il trocheo e l'anapesto, e un più saldo richiamo alle fonti genuine dell'ispirazione lirica – nuova linfa e respiro più ampio all'asfittico ceppo della poesia italiana.
Rosati morì il 5 novembre 1973 e le sue spoglie sono tumulate nel cimitero di Lenola.
L'amministrazione comunale, nella seduta del 21 marzo 1985, gli ha intitolato una strada.

## Opere

### Opere edite
Filosofia
- Libro della Conoscenza, Maglione & Strini ex Loescher, Roma 1919.
- (Intermezzo): Della pena di morte nelle rivoluzioni e nell'origine degli stati – Princìpi, Maglione & Strini ex Loescher, Roma 1921.
- (Nota): Quadro storico della filosofia da E. Kant a noi, Maglione & Strini ex Loescher, Roma 1923.
- “Rivista Romantica” – Bimestrale di filosofia, letteratura e arte fondata e diretta da Mariano Rosati, Perugia 1925-1926.
- Parole franche alla filosofia, Guida, Napoli s. d. (1948).
- La storia, Guida, Napoli 1953.
- L'Assoluta ricerca, Loescher-Chiantore, Torino 1957.
- Linee per una storia del secolo XIX e della prima metà del XX (Come cadde il regime liberale e sorse il fascismo), Guida, Napoli 1958.
- Pensieri (lib. I), Guida, Napoli 1965.

Letteratura (prosa)
- Discorsi funebri (libro I), Maglione & Strini ex Loescher, Roma 1923.
- Discorsi funebri (libro II), Maglione & Strini ex Loescher, Roma 1923.
- Dalle retrovie di Cassino (gennaio-maggio 1944), Regione Lazio e Comune di Lenola, 1987 (postumo).

Letteratura (poesia)
- Momenta (libro I), Maglione & Strini ex Loescher, Roma 1917.
- Momenta (libro II), Maglione & Strini ex Loescher, Roma 1919.
- Epigrammaton liber (versi latini e greci), Società tipografica editrice meridionale, Cassino 1920.
- Opera VIII, Maglione & Strini ex Loescher, Roma 1923.
- Le canzoni di Pozzano, A. G. E., Napoli 1934.
- Liriche, Guanda, Modena 1939.
- Quattordici pagine d'amore, A. G. E., Napoli 1948.
- Otto Canti, Guida, Napoli 1953.
- Poesie in prosa, Guida, Napoli 1955.
- Inno, Guida, Napoli 1956.
- Nove canti, Guida, Napoli s. d. (1957).
- Liriche (op. 18), Guida, Napoli 1958.
- Sette canti, Guida, Napoli 1960.
- Canti lib. I (op. 35), Guida, Napoli 1963.

### Articoli in quotidiani e riviste
Rivista di cultura (ed. Maglione & Strini, succ. E. Loescher, Roma)
- “Sulla genesi e sul significato filosofico del Faust”, 6, 1921, pp. 271–275.
- “Quadro storico della filosofia da Kant a noi. Preliminari: il periodo dopo Hume; Kant”,7-8, 1921, pp. 11–17;
- “Intorno a un'idea d'arte per il bozzetto del monumento al Fante di E. Baroni”, 7-8, 1921, pp. 26–31.
- “Intorno ai sonetti di G. Shakespeare”, 7, 1922, pp. 11–27.
- “Parole per l'apertura della nuova epoca romantica e del nuovo romanticismo italiano”, L'Impero, 10 giugno 1924, terza pagina.

Rivista romantica di Filosofia, Letteratura e Arte (dir. Mariano Rosati, Perugia)
I, 1925:
- “Per l'apertura del secondo periodo romantico e del secondo romanticismo italiano”, pp. 1–6;
- “Lo stato presente della letteratura italiana”, pp. 7–15;
- “Contestazione”, pp. 16–24.

II, 1925:
- “Il periodo dopo Hume”, pp. 1–5;
- “La letteratura del dopoguerra e G. A. Borgese”, pp. 6–11;
- “Il carme dei Sepolcri e la sua genesi nell'animo del poeta”, pp. 12–18.

III, 1925:
- “Kant”, pp. 1–9;
- “Ancora dei Sepolcri di U. Foscolo”, pp. 10–16.

IV, 1925:
- “Fichte”, pp. 1–8;
- “Il primo romanticismo italiano: U. Foscolo”, pp. 9–18.

V, 1925:
- “Fichte (continuazione)”, pp. 1–5;
- “Il primo romanticismo italiano: V. Alfieri”, pp. 6–13.

VI, 1926:
- “Schelling, Hegel (continuazione)”, pp. 1–12;
- “Il Futurismo”, pp. 13–22.

I-II, 1926:
- “Schelling, Hegel (continuazione), pp. 1-9”;
- “Il romanticismo francese: A. de Vigny, C. Baudelaire”, pp. 10–17.

III, 1926:
- “Schopenhauer (continuazione)”, pp. 33–40;
- “Il primo Romanticismo italiano: Giacomo Leopardi”, pp. 41–50.
- In coda a ogni fascicolo della rivista, tranne il primo, “Note”: interventi e polemiche su questioni di attualità letteraria e politica.

Roma della domenica, supplemento letterario al quotidiano Roma
- “Il melodramma e un suo opposto”, 18 settembre 1935, p. 4;
- “Pena”, 29 settembre 1935, p .4;
- “Di una supposta colpa dei Longobardi”, 20 ottobre 1935, p. 4;
- “Notturno”, 17 novembre 1935, p. 4;
- “Intorno all'arte”, 8 dicembre 1935, p. 6;
- “Due poeti”, 6 gennaio 1936, p. 2;
- “Arturo Checchi pittore e scultore”, 2 febbraio 1936, p. 11;
- “Discorso sull'architettura”, 15 marzo 1936, p. 2;
- “Studi”, 3 maggio 1936, p. 4;
- “Il diritto dell'artista”, 19 luglio 1936, p. 4.

Roma, quotidiano del Mezzogiorno (dir. Arturo Labriola)
- “La letteratura fascista”, 6 novembre 1947, terza pagina;
- “L'Esistenzialismo”, 8 dicembre 1947, terza pagina.

Bollettino dell'ordine dei medici-chirurgi di Napoli e provincia
- “Il posto della medicina legale nell'ordinamento degli studi di medicina”, 9, 1950, p. 4.

Mese Sanitario, selezione di cultura medica (dir. Oliviero Casetti Brach)
- “La cultura germanica e gli avvenimenti mondiali dell'ultimo cinquantennio”, 9, 1953, pp. 76–83;
- “La sorte del dottor Gall”, 3, 1955, pp. 179–183;
- “Ciò che si può e si deve intendere col nome di cultura”, 1, 1957, pp. 49–55;
- “Sul testamento spirituale di A. Einstein”, 11-12, 1958, pp. 369–376;
- “Il concetto di grazia nella scienza filosofica della pratica”, 1-2, 1960, pp. 53–57;
- “Ugo de Vries”, 3-4, 1961, pp. 9–14;
- “L'idea madre del secondo Faust di W. Goethe e la sua formazione”, 1-2,1962, pp. 1–6 dell'estratto.
- “Romanticismo e Decadentismo”, Linea nuova, 1-2, 1967, pp. 42–59.
- “Tre opportuni criteri per una pratica terapeutica moderna” (relazione presentata al X Congresso nazionale di medicina sociale, Napoli, 25-28 settembre 1965), Minerva Medica, 63-64/vol. 58, 1967, p. 2835.

### Opere inedite
Lascia molti inediti, tra cui Psiconomia, opera filosofica in quattro parti (“L'Arte”, “La Scienza”, “La Filosofia”, “La Pratica”); numerosi “libri” di poesie (Canti, Liriche, Poesie in Prosa); l'Autobiografia, prezioso documento storico e di costume oltre che opera letteraria di pregio.